# St-Étienne (Bagnères-de-Luchon)

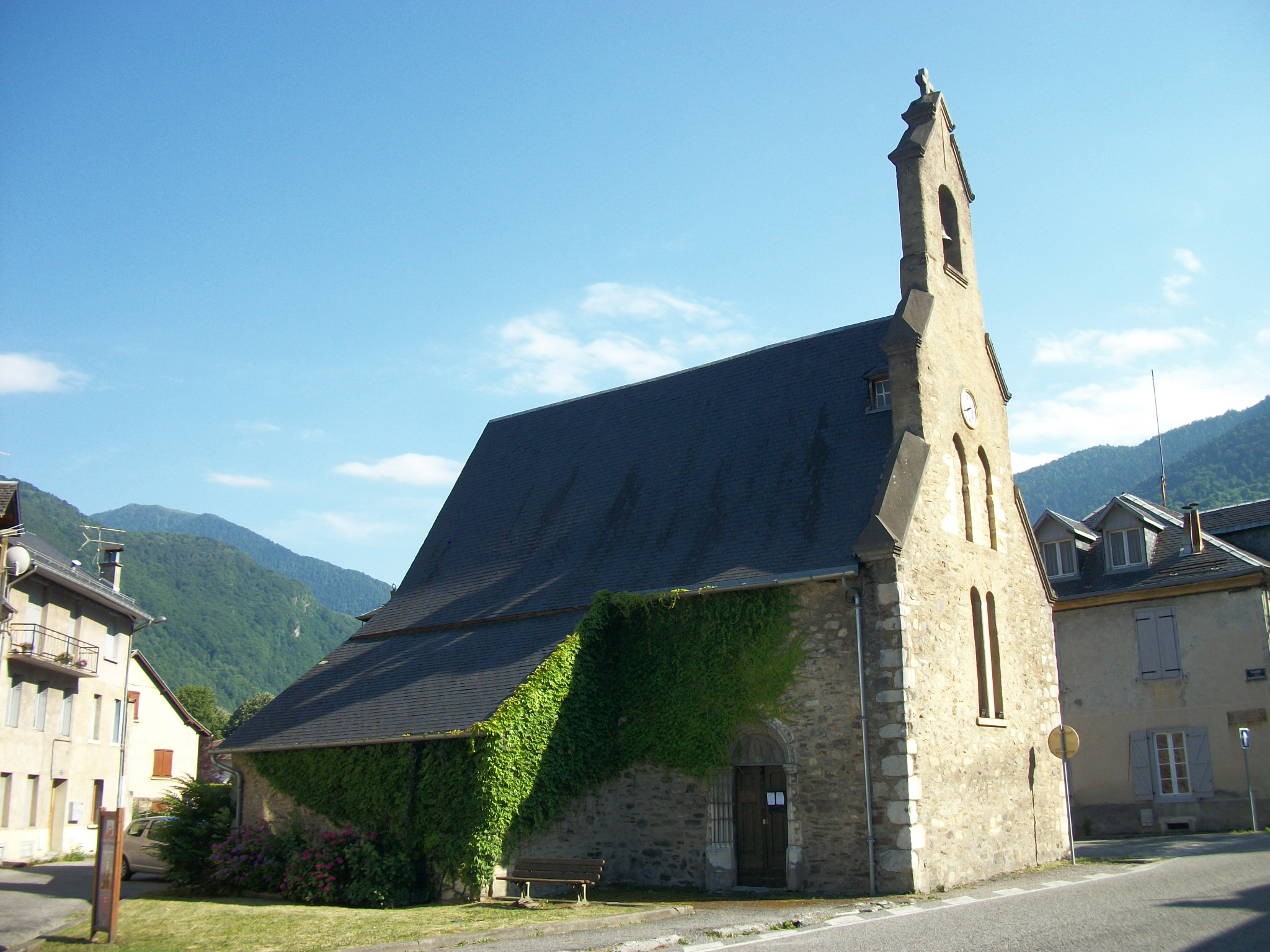
Kapelle St-Étienne in Bagnères-de-Luchon

Die katholische Kapelle St-Étienne in Bagnères-de-Luchon, einer französischen Gemeinde im Département Haute-Garonne der Region Okzitanien, wurde im 12. Jahrhundert errichtet. Im Jahr 1931 wurde die dem heiligen Stephanus geweihte Kapelle im Ortsteil Barcugnas als Monument historique klassifiziert.
Von der ursprünglichen Kirche ist das romanische Portal mit drei Archivolten erhalten. Im Tympanon ist die Steinigung des heiligen Stephanus dargestellt.
Typisch für die Region ist der an der Westseite erhöhte Giebel mit offenem Glockenstuhl.

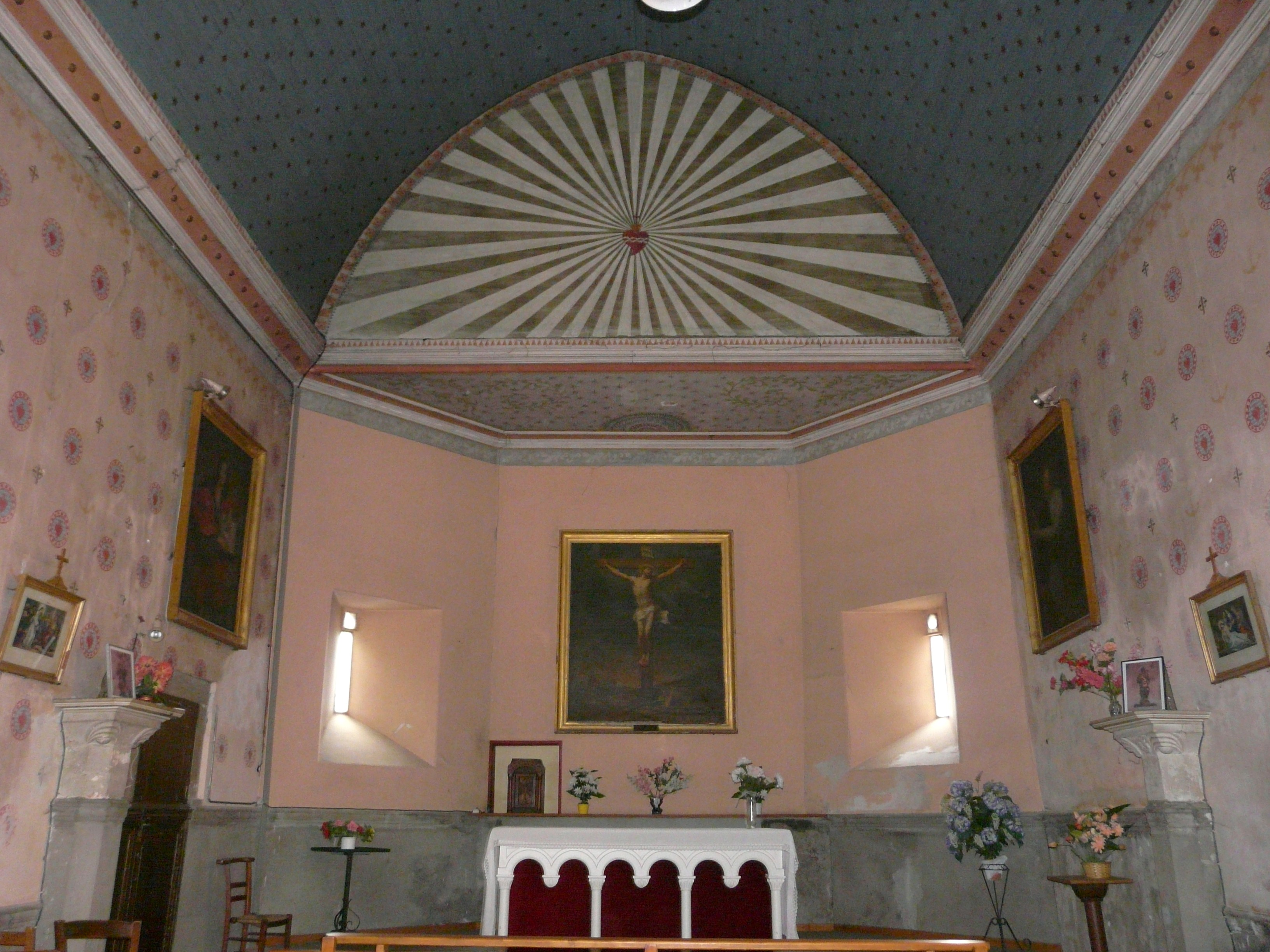
Innenansicht mit Chor
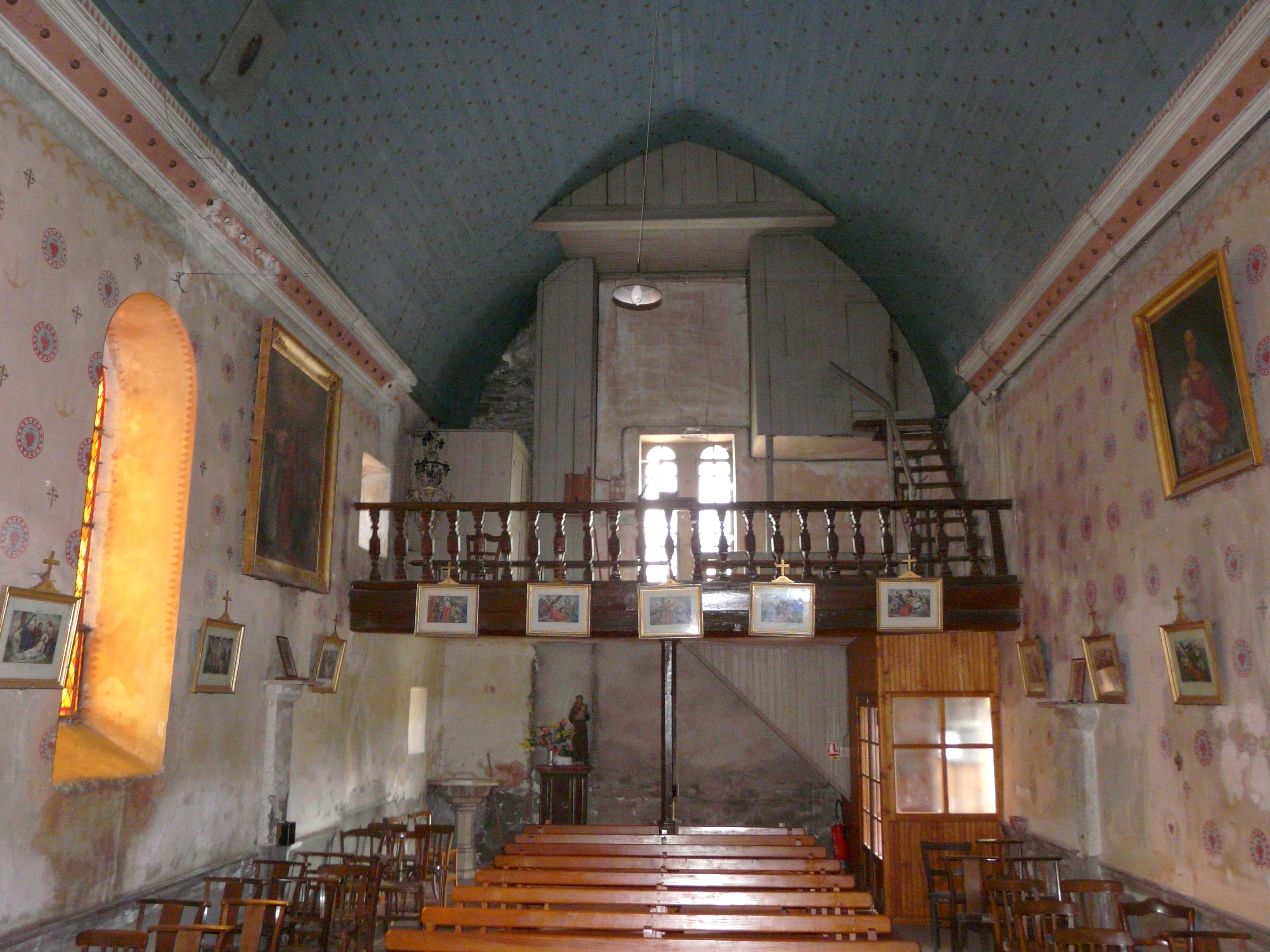
Innenansicht mit Empore
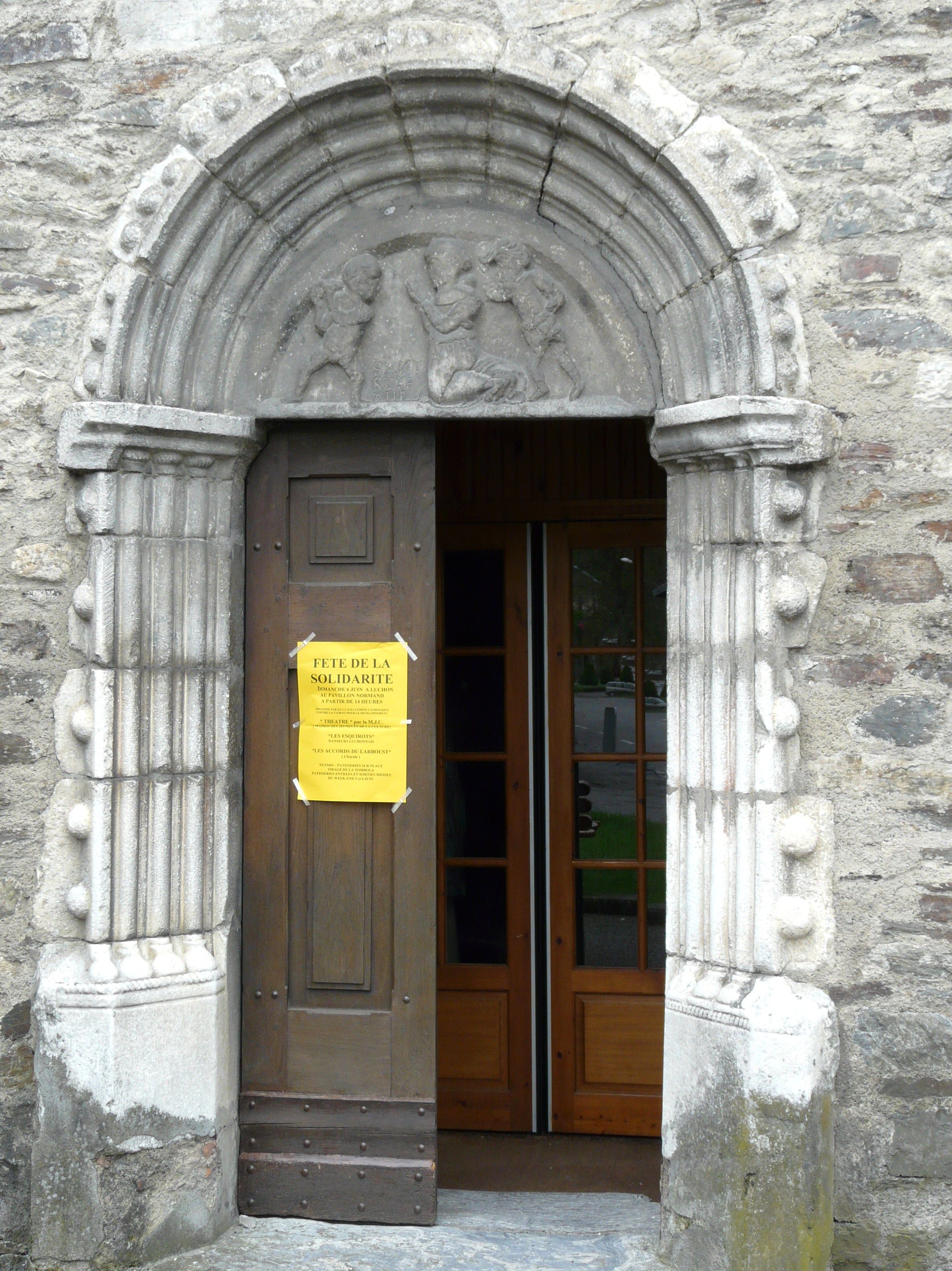
Romanisches Portal
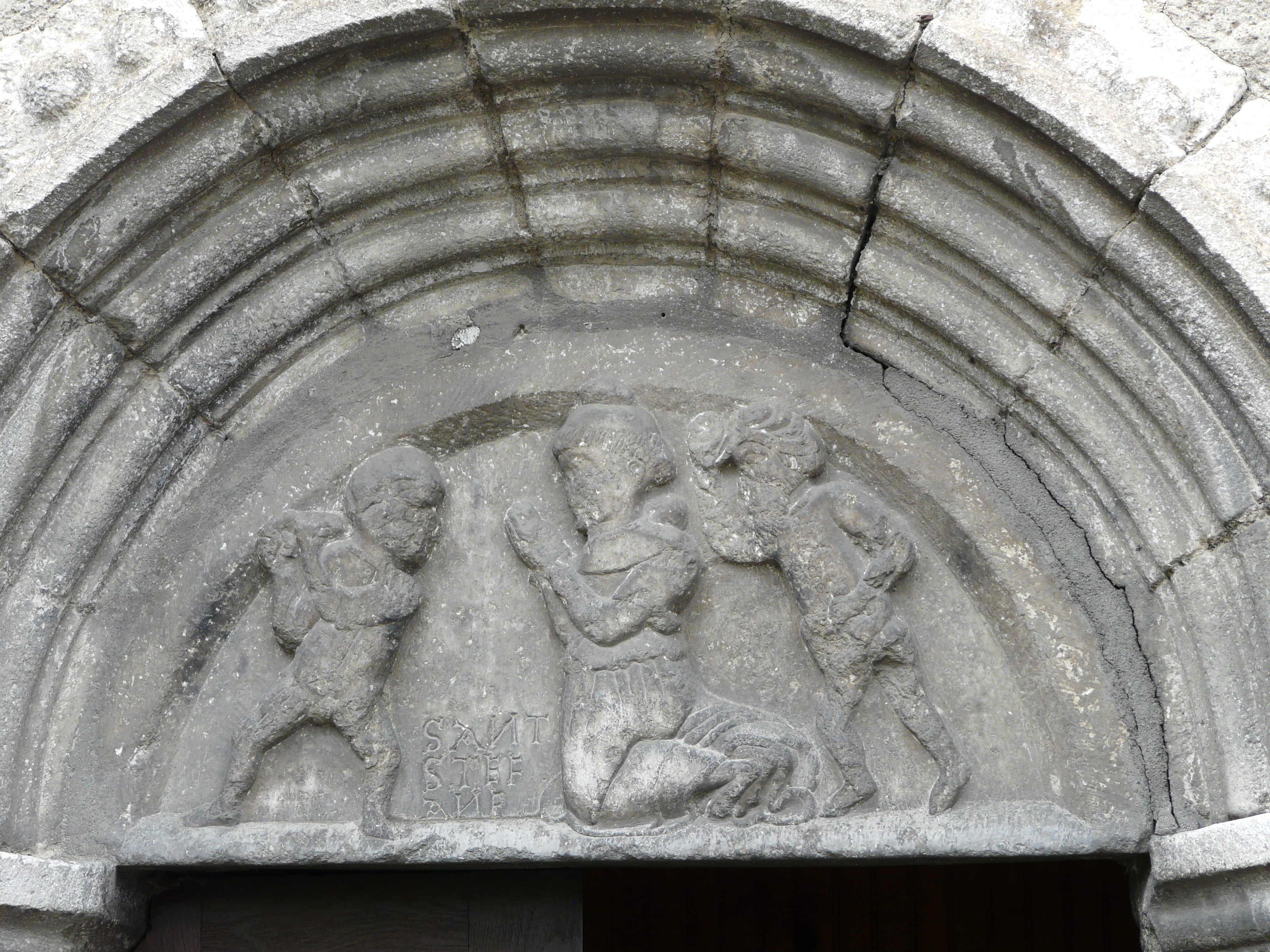
Tympanon Steinigung des heiligen Stephanus